# مقاطعة ميلووكي (ويسكونسن)
مقاطعة ميلووكي (بالإنجليزية: Milwaukee County, Wisconsin) هي إحدى مقاطعات ولاية ويسكونسن في الولايات المتحدة. تأسست سنة 1834، وتبلغ مساحتها 1,190 ميل مربع (3,100 كـم2)، بلغ عدد سكانها 955205 نسمة في عام 2010 حسب إحصاء مكتب تعداد الولايات المتحدة.

## أعلام
- ماري ويليس ووكر
- دان يانسن
- بوبي كوك
- دون إل. جونسون

## وصلات خارجية
- الموقع الرسمي